# Александър Манов
Александър Манов Манов е български военен деец, полковник, и революционер, войвода на Върховния македоно-одрински комитет.

## Биография
Полковник Александър Манов е роден 15 август 1875 година в град Кочани, който тогава е в Османската империя. В 1896 година завършва Военното училище в София с чин подпоручик и служи в Четиринадесети пехотен македонски полк. При избухването на Илинденско-Преображенското въстание в 1903 година оглавява чета на ВМОК, която участва в сраженията при село Пирин на 1 септември, Бачево на 14 септември и Белица на 17 септември.
След въстанието отново постъпва на служба в армията. Служи в тридесет и пети пехотен врачански полк и шестнадесети пехотен ловчански полк. Участва във войните за национално обединение. През Първата световна война е командир на дружина от 31 пехотен полк. Носител е на орден „За храброст“ II, III и IV степен, 1 и 2 клас, както и редица други военни отличия. Началник е на военно полково окръжие в София и до пенсионирането си е началник на седмо полково военно окръжие също в София. Пенсионира се от активна военна служба като полковник през 1920 г. След което става съветник по военно-организационни въпроси на върховното ръководство на ВМРО.
До смъртта си живее в София, на улица „Антим I“ № 110. Има две дъщери – Величка Татарова и Екатерина Манова. Почива в дома си на 93 години през 1968 година, забравен, с мизерна пенсия и с отхвърлени заслуги към Отечеството от комунистическата власт. Парадната му сабя, военната парадна униформа и всички военни отличия са дарени от дъщеря му Екатерина Манова на Военноисторическия музей в София.
Погребан е в Централните софийски гробища.

## Военни звания
- Подпоручик (1896)
- Поручик (1900)
- Капитан (1904)
- Майор (14 юли 1913)
- Подполковник (5 октомври 1916)
- Полковник (2 ноември 1919)